# Qamani'tuaq
Pour les articles homonymes, voir Lac Baker.
Qamani’tuaq (ᖃᒪᓂᑦᑐᐊᖅ en syllabaire inuktitut, « là où la rivière s'élargit » ou « grand lac rejoint par une rivière aux deux extrémités ») ou Baker Lake est une communauté située dans la région de Kivalliq au Nunavut (Canada). Le hameau est situé à 320 km à l'intérieur des terres à partir de la baie d'Hudson. Il est situé à l'embouchure de la rivière Thelon qui se déverse dans le lac Baker (ou Qamani’tuaq). En tenant compte de la longitude et de la latitude, Baker Lake peut affirmer qu'elle est au centre du Canada. La communauté a reçu son nom anglophone de Baker Lake en 1761 de la part du capitaine William Christopher en l'honneur de William Baker, le onzième gouverneur de la Compagnie de la Baie d'Hudson,,.
En 1946, la population de Qamani’tuaq était de 32 dont 25 étaient des Inuits. Selon le recensement de 2011 de Statistiques Canada, la population est maintenant de 1 872 habitants ce qui représente une croissance démographique de 8,3 % par rapport au recensement de 2006. Il y a environ 1 000 mineurs qui travaillent dans des mines environnantes. De plus, il y a un potentiel d'implantation d'une mine d'uranium connu sous le nom de Projet Kiggavik proposé par AREVA Resources Canada. Le maire de Baker Lake est David Aksawnee.

## Transport
La communauté est desservie par l'aéroport de Baker Lake qui la relie à la ville côtière de Rankin Inlet. Les compagnies aériennes Calm Air, Kivalliq Air et First Air sert la ville avec deux vols par jour. De plus, elles effectuent aussi des vols le dimanche depuis Winnipeg jusqu'à Rankin Inlet puis Baker Lake. Baker Lake est situé à environ une demi-heure de vol de Rankin Inlet.

## Services

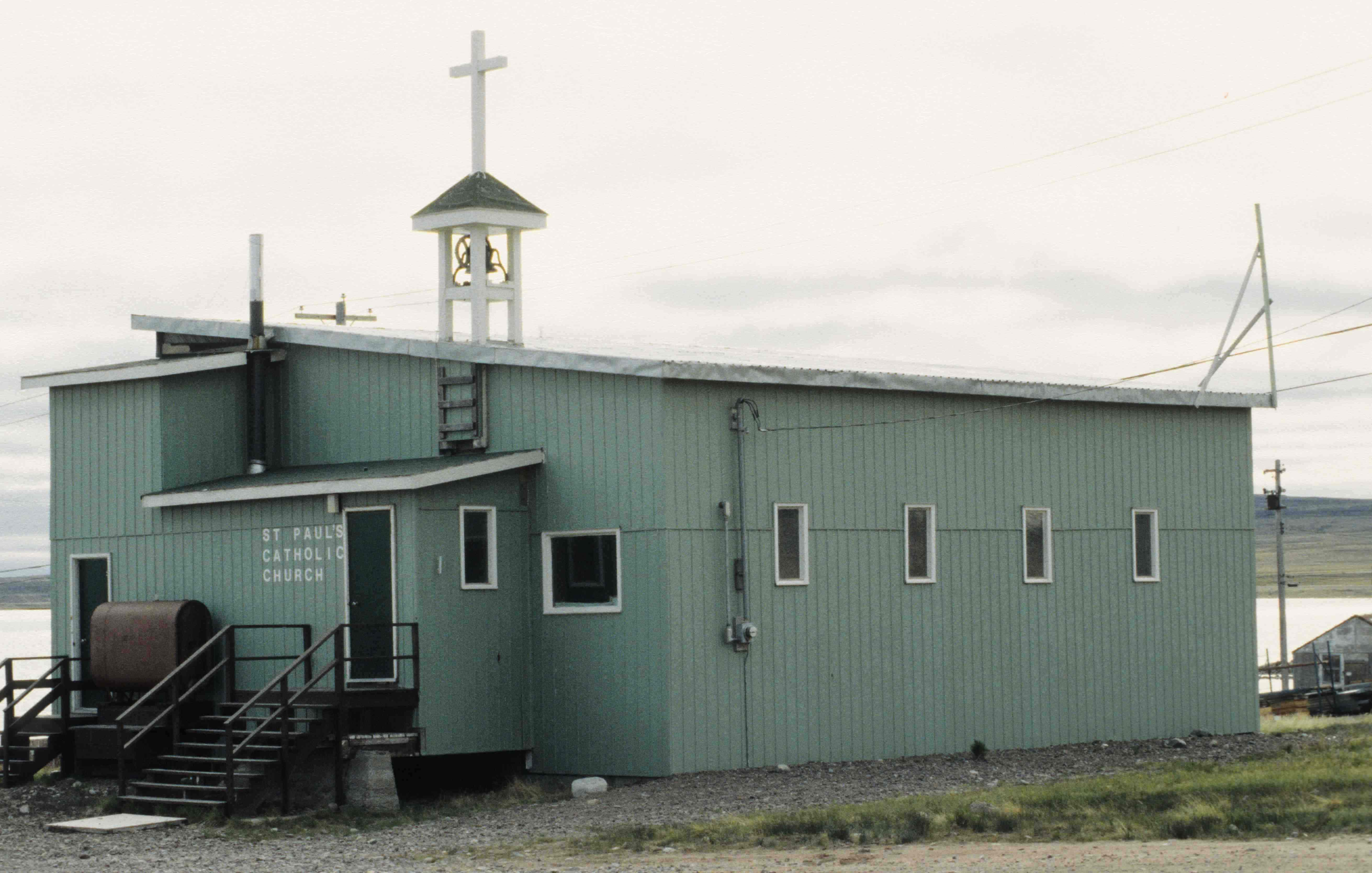
Église catholique romaine de Baker Lake

La communauté de Baker Lake a un centre pour femmes, une clinique médicale, une clinique dentaire, un centre de consultations, un foyer pour personnes âgées, une piscine et un centre jeunesse. De plus, le service de téléphone cellulaire est disponible. Baker Lake avec Arviat et Rankin Inlet est l'une des seules villes de la région de Kivalliq à avoir le service de téléphone cellulaire. La communauté a une station de radio FM. D'ailleurs, le bingo local à la radio est très populaire les lundi, mercredi et vendredi avec des gros lots pouvant atteindre 3 000 $. La ville a aussi un service Internet local appelé qiniq.com, le câble TV, des services sociaux et de santé mentale, une bibliothèque communautaire et trois hôtels. Il y a deux écoles à Baker Lake : une école primaire et une école secondaire. Il n'y a aucune école professionnelle dans la communauté. Il y a trois églises à Baker Lake : une anglicane, une catholique et une Glad Tidings.

## Faune
Qamani’tuaq est l'hôte d'une variété de vie sauvage incluant des caribous, des bœufs musqués, des lièvres arctiques et autres Lièvres, des Loups, des carcajous, des sik-siks, des oies et des touladis.

## Histoire
En 1916, la Compagnie de la Baie d'Hudson établit un poste de traite à Baker Lake. En 1927, elle est suivie par des missionnaires anglicans. La Gendarmerie royale du Canada fut dans la région pendant quinze ans avant d'installer une station à Baker Lake en 1930. Un petit hôpital est construit en 1957. L'année suivante, une école régionale est bâtie.

## Démographie
Qamani’tuaq est la résidence de onze communautés inuites :
- Ahiarmiut/Ihalmiut, originaire de la région au nord de la rivière Back et du lac Ennadai;
- Akilinirmiut, originaire des collines Akiliniq et de la rivière Thelon à la hauteur des lacs Beverly, Dubawnt et Aberdeen;
- Hanningajurmiut, originaire du lac Garry;
- Harvaqtuurmiut, originaire de la région de la rivière Kazan;
- Hauniqturmiut, originaire de la région au sud de Whale Cove entre Sandy Point et Arviat;
- Iluilirmiut/Illuilirmiu, originaire de la péninsule d'Adelaide (Iluilik) dans la région de la baie de Chantrey;
- Kihlirnirmiut, originaire de la région du lac Garry entre la baie de Bathurst et Ikaluktutiak;
- Natsilingmiut, originaire de la région du lac Baker entre Gjoa Haven, Taloyoak, Kugaaruk et Repulse Bay;
- Padlermiut, originaire de la région du lac Baker à Arviat;
- Qaernermiut, originaire des régions du bas de la rivière Thelon, du lac Baker, de Chesterfield Inlet et de Corbett Inlet entre Rankin Inlet et Whale Cove; et,
- Utkuhiksalingmiut, originaire de la région de la rivière Back et de Gjoa Haven/baie de Wager.

| 2001  | 2006  | 2011  | 2016  |
| ----- | ----- | ----- | ----- |
| 1 507 | 1 728 | 1 872 | 2 069 |

## Géographie
Depuis 1951, un panneau planté dans les environs de la ville proclame Baker Lake le point central du Canada. Dans les années 2000, la ville de Taché a également revendiqué être le point central du Canada, en ne prenant que la longitude en référence. Le point central dépend des logiciels appliqués au calcul de la découpe des terres.

### Climat
| Mois                                  | jan.       | fév.      | mars     | avril      | mai        | juin       | jui.      | août      | sep.       | oct.       | nov.       | déc.       | année      |
| ------------------------------------- | ---------- | --------- | -------- | ---------- | ---------- | ---------- | --------- | --------- | ---------- | ---------- | ---------- | ---------- | ---------- |
| Température minimale moyenne (°C)     | −34,8      | −34,8     | −30,6    | −21,5      | −9,8       | 0,5        | 6,1       | 5,3       | −0,2       | −9,5       | −23,1      | −30,5      | −15,2      |
| Température moyenne (°C)              | −31,3      | −31,1     | −26,3    | −17        | −6,4       | 4,9        | 11,6      | 9,8       | 3,1        | −6,5       | −19,3      | −26,8      | −11,3      |
| Température maximale moyenne (°C)     | −27,7      | −27,4     | −22      | −12,3      | −3         | 9,3        | 17        | 14,3      | 6,4        | −3,4       | −15,5      | −23,1      | −7,3       |
| Record de froid (°C) date du record   | −50,6 1975 | −50 1955  | −50 1950 | −41,1 1964 | −27,8 1966 | −13,9 1972 | −1,7 1950 | −3,4 1979 | −14,4 1965 | −30,6 1978 | −42,7 1982 | −45,6 1953 | −50,6 1975 |
| Record de chaleur (°C) date du record | −1,7 2000  | −4,1 1991 | 1,5 1999 | 7,6 2010   | 16,2 2014  | 30,9 2013  | 33,6 1989 | 30,9 1998 | 25,1 2017  | 13,5 2015  | 2,2 1950   | 1,1 2010   | 33,6 1989  |
| Ensoleillement (h)                    | 29,8       | 97,6      | 178,4    | 233,7      | 194        | 284,2      | 327       | 199,6     | 90,1       | 54,2       | 43,8       | 16,1       | 1 748,3    |
| Précipitations (mm)                   | 6,2        | 7,5       | 11,4     | 14         | 14,5       | 23,1       | 41,1      | 52        | 48,7       | 27         | 16         | 11,1       | 272,5      |
| dont neige (cm)                       | 7,4        | 8,8       | 13,8     | 16         | 11,1       | 2,6        | 0         | 0,9       | 7,7        | 24,4       | 20,3       | 13,5       | 126,5      |
| Nombre de jours avec précipitations   | 5,5        | 6,6       | 7,4      | 7,2        | 7,5        | 7,6        | 9,5       | 12,2      | 12,9       | 12,9       | 9,6        | 8,1        | 107        |
| Humidité relative (%)                 | 65,1       | 64,1      | 66,8     | 75,4       | 81,4       | 67,4       | 58,8      | 65,3      | 73,7       | 83,3       | 74,1       | 67,6       | 70,2       |
| Nombre de jours avec neige            | 5,8        | 6,8       | 7,8      | 7,3        | 6,1        | 1,5        | 0         | 0,2       | 4,1        | 11,6       | 10,3       | 8,4        | 70         |

| Diagramme climatique                                  |               |              |              |            |            |           |           |             |            |              |                |
| J                                                     | F             | M            | A            | M          | J          | J         | A         | S           | O          | N            | D              |
| −27,7−34,86,2                                         | −27,4−34,87,5 | −22−30,611,4 | −12,3−21,514 | −3−9,814,5 | 9,30,523,1 | 176,141,1 | 14,35,352 | 6,4−0,248,7 | −3,4−9,527 | −15,5−23,116 | −23,1−30,511,1 |
| Moyennes : • Temp. maxi et mini °C • Précipitation mm |               |              |              |            |            |           |           |             |            |              |                |

## Art inuit
Baker Lake est reconnu pour son art inuit tels que ses décorations pour les murs, ses sculptures de pierres basaltiques et ses gravures sur pierres. La communauté fut la résidence d'artistes qui ont exposé internationalement tels que Jessie Oonark, Victoria Mamnguqsualuk, Simon Tookoome, Janet Kigusiuq, Irene Avaalaaqiaq Tiktaalaaq, Toona Iquliq, Barnabus Arnasungaaq, Marion Tuu'luq, Matthew Agigaaq, David Ikutaq et Luke Anguhadluq.[réf. nécessaire]
Le Jessie Ooonark Arts and Crafts Centre qui a ouvert ses portes en 1992 est le lieu de travail des artistes de la communauté. Il fournit l'espace nécessaire pour la sculpture, la gravure, la couture et la fabrication de bijoux.